# شهرک دهارگا
شهرک دهارگا (به لاتین: Dharga Town) یک منطقهٔ مسکونی در سری‌لانکا است که در ناحیه کالوتارا واقع شده‌است. شهرک دهارگا ۲۰٬۵۴۰ نفر جمعیت دارد.